# Lorraine 40t
Char de bataille de 40 tonnes (дослівно — 40 тонний бойовий танк) або Lorraine 40t  (Льор ен кар- нтті ) — французький повоєнний проект з розробки середнього танка, масою 40 тонн, з гарматною хитною баштою. Розробка Lorraine 40t була завершена у 1952 році. Було побудовано два дослідні екземпляри. Танк на озброєнні не стояв, у боях не використовувався.

## Історія створення
У Франції з появою AMX-50 було переглянуто ставлення до важких танків; інженерам так і не вдавалося створити танк із прийнятною рухливістю та потужністю силової установки, тому єдиним виходом було створення середнього танка у вигляді полегшеної версії AMX-50.
Оскільки будівництво перших двох прототипів нового середнього танка було організовано на території північно-східного регіону Франції Лотарингії (фр. Lorraine (Лер ен), проєкт отримав назву LORRAINE 40t або Char de bataille de 40 tonnes.
У проєкт танка були відмінні риси: баштова частина, розташована в носовій частині машини, і «щучий ніс» корпусу — аналогічно радянському танку ІС-3.
Щоб збільшити бойову міць, спочатку було ухвалено рішення встановити у вежі 100-мм зброю. Потім передбачалося озброїти танк ще потужнішою 120-мм гарматою. Проте запропонований прототип на озброєння не було прийнято.

## У масовій культурі

### У відеоіграх
- У MMO " War Thunder " як середній танк IV рангу Франції Lorraine 40t (в оновленні 1.75).
- У MMO " World of Tanks " як преміумний танк 8 рівня Франції Lorraine 40t (раніше був як прокачуваний, 9 рівня) і у вигляді бази для двох моделей САУ  - Lorraine 155 50 і Lorraine 155 51.
- У грі World of Tanks Blitz, як преміумний танк 8 рівня.